# آنتونینا خروشی
آنتونینا خُروشی (لهستانی: Antonina Choroszy؛ زادهٔ ۳۰ نوامبر ۱۹۶۴) بازیگر اهل لهستان است. وی بابت مشارکت‌های هنری-فرهنگی‌اش برندهٔ نشان افتخار شایستگی در فرهنگ لهستان و گلوریا آرتیس شده است.
از فیلم‌ها یا مجموعه‌های تلویزیونی که وی در آن‌ها نقش داشته است، می‌توان به تله، هنرمندان، پوزنان ۵۶، مأموریت افغانستان، قانون حقیقی، کارآگاهان جنایی و در خوشی و سختی اشاره نمود.